# Defätismus
Der Begriff Defätismus (französisch défaitisme, von défaite, „Niederlage“; schweizerisch auch Defaitismus) kann als Zustand der Mutlosigkeit oder Schwarzseherei beschrieben werden. Ursprünglich bezeichnete er die Überzeugung, dass keine Aussicht (mehr) auf den Sieg besteht, und eine daraus resultierende starke Neigung zum Aufgeben.
Der Ausdruck entstand während des Ersten Weltkrieges in Frankreich und bezeichnete den Vorwurf des systematischen Nährens von Mutlosigkeit, Resignation und Zweifel am militärischen Sieg in den eigenen Reihen. Als Mittel der gegnerischen psychologischen Kriegsführung verdächtigt, wurde solches Verhalten von Militärtribunalen sanktioniert.
Als „moralischer Defätismus“ wird ein Defätismus bezeichnet, der nicht daran glaubt, dass (eigenes/fremdes) gutes Handeln möglich ist.

## Historische Beispiele staatlicher Sanktionen
Widerstand gegen die Regierungspolitik, zumal im Zusammenhang mit Kriegszielen, wurde von unterschiedlichen Regimen mit Freiheits- und Todesstrafen belegt:
- Luigi Fabbri (1877–1935), ein italienischer Anarchist, wurde während des Ersten Weltkrieges wegen „Defätismus“ zu einer Gefängnisstrafe verurteilt.
- Elisabeth von Thadden (1890–1944), eine Lehrerin im Widerstand gegen das Nazi-Regime, wurde wegen Defätismus und Landesverrats zum Tode verurteilt und hingerichtet.
- Daniil Charms (1905–1942), ein russischer Autor, wurde während der Belagerung Leningrads durch die deutsche Wehrmacht vom NKWD wegen Defätismus angeklagt und inhaftiert. Er starb im Gefängnis.
- Dirk Jan de Geer (1870–1960), letzter niederländischer Ministerpräsident vor dem Zweiten Weltkrieg, wurde während des Aufenthalts der niederländischen Exilregierung in London aller Ämter enthoben, weil er öffentlich an einem Sieg der Alliierten gegen Deutschland zweifelte.
- Hans von Sponeck (1888–1944) war zuletzt Generalleutnant der Wehrmacht im Zweiten Weltkrieg. Er wurde 1942 wegen „fahrlässigen Ungehorsams im Felde“ zum Tode verurteilt. Er hatte einen aus militärischer Perspektive sinnvollen, aber nicht genehmigten Rückzugsbefehl gegeben. Sponecks Eigenmacht rettete seine Division vor Einkesselung und Vernichtung. Die Todesstrafe wurde später in Festungshaft umgewandelt, Sponeck aber letztlich im Gefängnis umgebracht.
- Die Mitglieder der Weißen Rose wurden unter dem Vorwurf des Defätismus zum Tode verurteilt. Im Urteil heißt es: „Die Angeklagten haben im Kriege in Flugblättern zur Sabotage (…) aufgerufen, defaitistische Gedanken propagiert und den Führer aufs gemeinste beschimpft.“
- Wolfgang Borchert (1921–1947) wurde 1944 wegen Defätismus zu neun Monaten Gefängnis verurteilt. Er wurde vorzeitig zur Feindbewährung an die Front entlassen.
- Ezra Pound (1885–1972) wurde wegen Propaganda-Tätigkeit für die Achsenmächte im Zweiten Weltkrieg in den USA wegen Landesverrats angeklagt und zwölf Jahre psychiatrisiert. Aus dem gleichen Grund erhielten Douglas Chandler (1889 bis nach 1963) und Robert Best (1896–1952) lebenslange Freiheitsstrafen.
- Mildred Gillars (1900–1988) und Iva Ikuko Toguri D’Aquino (1916–2006) wurden in den USA ebenfalls wegen Landesverrats zu zehn Jahren Haft verurteilt.
- William Joyce (1906–1946) wurde wegen „Förderung und Unterstützung der Feinde des Königs durch Ausstrahlung von Propaganda an die Untertanen des Königs zugunsten der Feinde des Königs“ im Vereinigten Königreich hingerichtet.
- Herbert Selpin (1902–1942) wurde während der Dreharbeiten zu Titanic wegen Kritik an der Wehrmacht verhaftet und vermutlich durch die Gestapo ermordet.
- Bernhard Anton Waber (1884–1945) war zuletzt General der Flieger und wurde wegen „schwerer Misswirtschaft in seinem Hauptquartier und seinem Stab und zügellosem Defätismus in seinem gesamten Gebiet“ zum Tode verurteilt. Er wurde am 6. Februar 1945 im Gefängnis Spandau hingerichtet